# La Chanson des gas d'Irlande
La Chanson des gas d'Irlande est une mélodie d'Augusta Holmès composée en 1891.

## Composition
Augusta Holmès compose La Chanson des gas d'Irlande en 1891, sur un poème écrit par elle-même. L'illustration de l'œuvre est signée Barbizet et elle a été publiée par les éditions Léon Grus.

## Réception
La Chanson des gas d'Irlande est chantée relativement tardivement, notamment par Sizes, puis Bartet et Laffitte chantent tous deux notamment La Chanson des gas d'Irlande, pour le Cercle militaire,. O'Sullivan interprète la mélodie en 1901, lors du festival Augusta Holmès. Des chanteuses interprètent aussi cette mélodie, comme Mme Frédéric Loliée, femme de l'écrivain. La mélodie est d'une dramaturgie puissante, comme un « cri de haine éternelle à l'envahisseur, à l'Anglo-Normand ». Après la mort de la compositrice, l'œuvre est aussi jouée à Angoulême autant qu'à Paris.